# Mertensophryne melanopleura
Mertensophryne melanopleura es una especie de anfibios de la familia Bufonidae.
Se encuentra en Angola, República Democrática del Congo y Zambia.
Su hábitat natural incluye bosques secos tropicales o subtropicales, sabanas secas y húmedas, ríos, pantanos, marismas de agua dulce.